# Landschap met een hut
Landschap met een hut (Duits: Landschaft mit einer Hütte), ook bekend als Duinlandschap met een wilgenboom, is een schilderij van Jacob van Ruisdael uit 1646. Sinds 1879 maakt het deel uit van de collectie van de Hamburger Kunsthalle.

## Voorstelling
Het schilderij toont een landschap in de buurt van de duinen met een bescheiden huisje (met een vrouw in de deuropening) en een vervallen schuur te midden van dichte begroeiing. De mensen staan niet centraal, de natuur wel. Cornelis Hofstede de Groot beschreef het in 1911 zo: "Voor het huisje staat een herder met koeien, varkens en andere dieren. Rechts staat een boom ontdaan van zijn bast. Op een wateroppervlak ernaast zijn eenden." Wat verder op de achtergrond links legt een vrouw een linnen doek neer om te bleken, gadegeslagen door een man. Deze activiteit is op veel werken van Van Ruisdael te zien. Hij deed inspiratie op voor zijn schilderijen in de omgeving van Haarlem, waar dit een belangrijke economische activiteit was. 
Dit werk is een van de vroegst bekende Van Ruisdaels. Hij was nog geen twintig toen hij het schilderde en zou pas twee jaar later toetreden tot het Haarlemse schildersgilde. Kunsthistoricus Seymour Slive schrijft de figuren aan Ruisdael zelf toe, terwijl Hofstede de Groot er de hand van Nicolaes Berchem in zag.
Hoewel het schilderij een realistische indruk maakt, gaat het om een idealisering waarin Van Ruisdael verschillende elementen samengevoegd heeft. Zijn landschappen zouden grote invloed uitoefenen op de generaties na hem.

## Herkomst
Het schilderij is in bezit geweest van minimaal drie verzamelaars in Hamburg, ene Wortmann, burgemeester Martin Garlieb Sillem en de zakenman Johannes Amsinck, voordat deze laatste het in 1879 naliet aan de Kunsthalle. 